# Utomhusmatcher i Svenska Hockeyligan och Hockeyallsvenskan
Utomhusmatcher i svensk ishockey på toppnivå var tidigare vardagen fram till början av 1970-talet, då ishallar blivit allt vanligare i Sverige, sedan bygget skjutit fart under sent 1950-tal. Därefter spelades sådana matcher i Sverige endast i lägre divisioner, samt på pojk- och senare år även flicklagsnivå.
Säsongen 2009/2010 började Elitserien (nu under namnet SHL), inspirerade av NHL Winter Classic, spela årliga utomhusmatcher, oftast anslutning till julen, och i den näst högsta serien Hockeyallsvenskan inleddes traditionen 2010/2011.

## Matcher
- 28 december 2009 - Frölunda HC-Färjestads BK 4-1 (Ullevi, Elitserien)[1]
- 26 december 2010 - Färjestads BK-Frölunda HC 5-2 (Karlstad, Elitserien)[2]
- 27 februari 2011 - Leksands IF-Mora IK 1-4 (Leksand, Allsvenskan)[3]
- 10 december 2011 - HV 71-Linköpings HC 0-1 (Elmia Arena, Elitserien)[4]
- 8 december 2012 - Brynäs IF-Timrå IK 3-0 (Gavlerinken Arena, Elitserien)[5]
- 14 december 2013 - Frölunda HC-Skellefteå AIK 1-4 (Gamla Ullevi, SHL)[6]

### Fotnoter
1. ↑  Kan Andersson (28 december 2009). ”Frölunda vann rekordmatchen”. Svenska fans. http://www.svenskafans.com/hockeyzon/332561.aspx. Läst 14 december 2013.
2. ↑  Magnus Sjöberg (26 december 2010). ”FBK vann utematchen”. Svenska fans. http://www.svenskafans.com/hockeyzon/FBK-vann-utematchen-385727.aspx. Läst 14 december 2013.
3. ↑  Anders Pemer (27 februari 2011). ”Leksand ny trea i utomhus- och totallistan”. Svenska fans. http://www.svenskafans.com/hockeyzon/332918.aspx. Läst 14 december 2013.
4. ↑  Rasmus Hallgren (10 december 2011). ”Matchrapport: HV71-Linköping 0-1 efter förlängning”. Linköpings HC. Arkiverad från originalet den 14 december 2013. https://web.archive.org/web/20131214192724/http://www2.lhc.eu/artikel/16250/. Läst 14 december 2013.
5. ↑  Gustav Bådagård (8 december 2012). ”Brynäs firade hundra år med seger utomhus”. Expressen. http://www.expressen.se/sport/hockey/elitserien/brynas-firade-hundra-ar-med-seger-utomhus/. Läst 14 december 2013.
6. ↑  ”Skellefteå vassast på Gamla Ullevi”. Helsingborgs dagblad. 14 december 2013. Arkiverad från originalet den 14 december 2013. https://web.archive.org/web/20131214184019/http://hd.se/sport/2013/12/14/regnvader-skjuter-pa-matchstart/. Läst 14 december 2013.